# بلوط پیر
بلوط پیر (انگلیسی: The Old Oak) فیلمی رئالیستی به کارگردانی کن لوچ بر اساس فیلمنامه‌ای از پل لاورتی است. لوچ اعلام کرده این آخرین فیلم او خواهد بود. این فیلم برای نخستین بار در جشنواره فیلم کن ۲۰۲۳ نمایش داده شد. این یک محصول مشترک بین بریتانیا، فرانسه و بلژیک است.

## طرح داستان
در یک جامعهٔ معدنی در کانتی دورام که قبلاً پر رونق بود، تی‌جی بناتین صاحب یک میخانه است که تلاش می‌کند تا میخانهٔ خود را نگه دارد و آن را به عنوان فضای عمومی باقیمانده در شهر خود حفظ کند تا مردم بتوانند با هم در آنجا ملاقات کنند. در همین حال، وقتی پناهجویان سوری در این شهر مستقر می‌شوند، تنش‌ها در شهر بالا می‌رود اما بناتین با یکی از پناهندگان به نام یارا دوستی برقرار می‌کند.

## بازیگران
- دیو ترنر در نقش تی‌جی بالانتاین
- ابلا ماری در نقش یاری
- دبی هانی‌وود در نقش تانیا
- روبن بینبریج
- راب کرتلی
- اندی داوسون
- کریس گاتز در نقش یافا
- لوید مولینگز در نقش دوست گری
- جو آرمسترانگ در نقش جو

## تولید

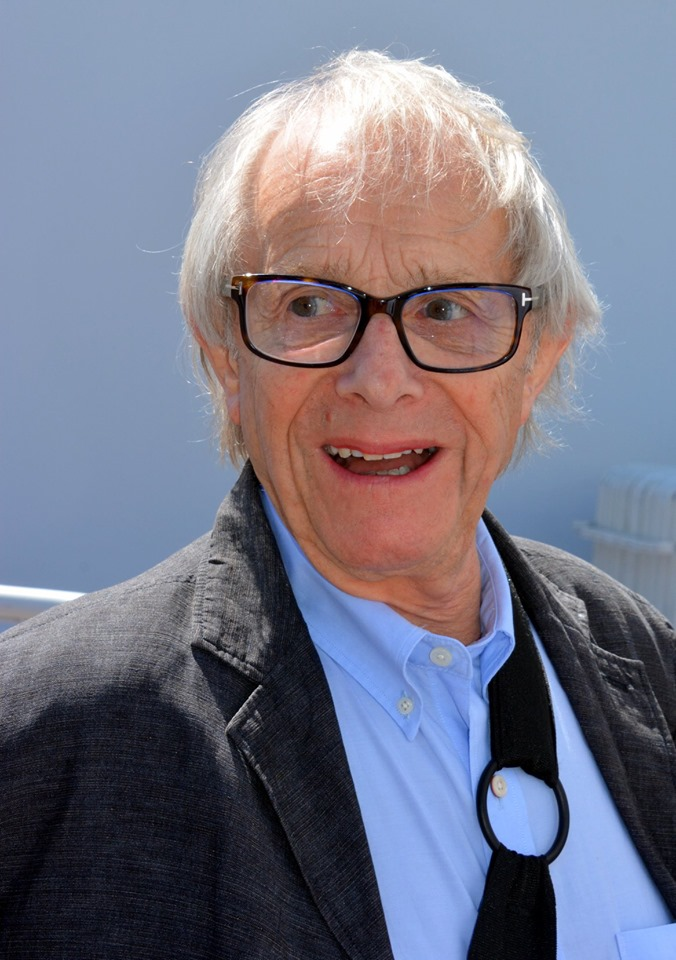
کن لوچ در جشنواره کن ۲۰۱۹.

فیلمبرداری این فیلم در شمال شرقی انگلستان انجام شد. لوچ، ۸۷ ساله در هنگام اکران، به هالیوود ریپورتر گفت که این «احتمالاً» آخرین فیلم او خواهد بود. شرکت‌های سازنده این فیلم عبارتند از: سیکستین فیلم بریتانیا، استودیوکانال و بی‌بی‌سی فیلمز، وای نات پروداکشنز فرانسه، و له فیلم دی فلو از بلژیک. فیلمنامه توسط پل لاورتی نوشته شده‌است. ربکا اوبراین تهیه‌کننده این فیلم است. موسیقی متن توسط جورج فنتون ساخته شده‌است.

### فیلمبرداری
فیلمبرداری در می ۲۰۲۲ آغاز شد، و در طول شش هفته انجام شد. مکان‌های فیلمبرداری در کانتی دورام شامل مورتون، هوردن و ایزینگتون بودند. میخانه‌ای در مورتون که در طول فیلمبرداری به نام «The Old Oak» تبدیل شد، یک میخانه بدون استفاده بود که قبلاً به نام ویکتوریا شناخته می‌شد.

## انتشار
این فیلم در بخش اصلی جشنواره فیلم کن ۲۰۲۳ در ۲۶ مه ۲۰۲۳ نمایش داده شد. استودیوکانال فیلم را در بریتانیا و له پکت فیلم را در فرانسه منتشر کرد.

## جوایز و نامزدی‌ها
| جشنواره         | تاریخ مراسم | رده       | دریافت‌کننده | نتیجه    | منبع   |
| --------------- | ----------- | --------- | ----------- | -------- | ------ |
| جشنواره فیلم کن | ۲۷ مه ۲۰۲۳  | نخل طلایی | کن لوچ      | نامزدشده | [ ۱۷ ] |